# Johannes Roschinsky
Johannes Roschinsky (* 1961) ist ein deutscher Sportlehrer und Sachbuchautor.

## Werdegang
Johannes Roschinsky studierte Sport und Geographie für das Lehramt an Gymnasien an der Ruprecht-Karls-Universität Heidelberg und schloss sein Studium mit dem Staatsexamen ab; daneben erwarb er den Magistertitel.
Nach erster Lehrtätigkeit an der Universität Würzburg arbeitet er seit 1994 als Dozent im Studiengang Sportwissenschaft an der Universität der Bundeswehr München.

## Schriften
Hauptthemen von Roschinskys Ratgebern sind Trendsportarten wie Aquajogging, Beachminton und andere Strandspiele, außerdem Kickboarding, Nordic Cruising, Nordic Walking, Trampolinspringen oder Unihockey. In seinen – fast immer illustrierten – Büchern wird meist eine Sportart in ihrer Entwicklung, ihrem Regelwerk und ihren Voraussetzungen wie Ausrüstung und Ausübungsort dargestellt; daneben werden praxisnahe didaktische Hinweise zu ihrem Erlernen gegeben.